# Aphanipathes salix
Aphanipathes salix är en korallart som först beskrevs av Pourtalès 1880.  Aphanipathes salix ingår i släktet Aphanipathes och familjen Aphanipathidae. Inga underarter finns listade i Catalogue of Life.